# Вознесенка (Берёзовский район)
Вознесе́нка — село в Берёзовском районе Красноярского края России. Административный центр Вознесенского сельсовета.

## География
Вознесенка находится в долине реки Батоюшка (левый приток Есауловки) в окружении невысоких сопок (высшая точка гора Щуплева, высота 468 метров над уровнем моря). Село находится примерно в 7 км к юго-востоку от районного центра, посёлка Берёзовка, на высоте 214 метров над уровнем моря.

## История
Согласно некоторым источникам деревня была основана в начале XVIII века гулящим человеком Куземкой Холявиным и впервые упоминается в записях писаря Красноярского острога в 1722 году как деревня Холявино.
После подписания Буринского договора 1727 года и в связи с ростом караванной торговли с Китаем путь Сибирского тракта изменился на более южный: через Томск, Ачинск и Красноярск в Иркутск. В 1742 году Московская трасса прокладывается и через деревню Холявино. Здесь строится почтовая станция Верх-Батой, получившая свое название от реки Батой. А впоследствии и саму деревню начинают называть Батой (Батойская). Здесь создается полуэтап для переправляемых в Сибирь каторжан. На постой определяется полурота солдат.
В 1851 году на средства прихожан была построена деревянная церковь, которая открылась в день празднования Вознесения Господня, вследствие чего деревня получает статус села.
В 1866 году передано прошение от жителей села Председателю губернского совета Замятину П. Н. о переименовании села Верх-Батой в Вознесенское. 11 ноября 1866 года Енисейским губернским советом селу присвоено название Вознесенское. В то время на территории села насчитывался 241 двор (1 069 жителей).
В 1871 году село становиться центром Вознесенской волости. На территории села организуется медпункт, на базе которого открывается первая в округе больница.
В 1872 году открывается первое сельское народное училище (двухклассное) с 5-летним курсом обучением. Училище располагалось в наемном помещении, учителем был Вячеслав Семенович Альфимович, законоучителем — священник Фирсов Флегонт Андрианович. В 1920 году училище преобразовано в одноклассную школу с трехлетним обучением (начальная школа).
В июле 1891 года совершая кругосветное путешествие, проезжает через село Вознесенское цесаревич Николай. С его именем в селе связан родник «Царев ключ», из которого будущий царь Николай II испил ключевой воды.
В 1920 году c уходом белой армии в селе установилась советская власть.
В 1924 году село Вознесенское входит в состав Красноярского района. По всей Сибири начинают формироваться колхозы и в 1930 году в селе Вознесенское организуется колхоз «Спартак».
В 1938 году село входит в состав Советского района, центром которого являлось село Березовка.
3 мая 1939 года на территории села открывается Вознесенская сельская библиотека.
В 1946 году одноэтажная деревянная школа преобразуется в семилетнюю.
В 1960 году строится школа-восьмилетка, рядом детский сад, дом культуры и библиотека — здания все деревянные и одноэтажные.
В 1963 село входит в состав Емельяновского района.
В 1970 году на территории села строится капитальное двухэтажное здание. На первом этаже открывается Вознесенский Дом культуры и сельский магазин. На втором этаже — Вознесенский сельсовет, сельская библиотека, ателье по пошиву одежды и социальные службы.
В 1972 году на магистральном нефтепроводе Красноярск — Иркутск в 2 км от села строиться нефтеперекачивающая станция «Вознесенка». В этом же году открывается Асфальтовый завод и еще два сельских магазина.
В 1976 году в селе строится капитальный двухэтажный детский сад.
В 1979 году строится новая двухэтажная Вознесенская средняя общеобразовательная школа.
25 апреля 1983 года село входит в состав вновь образованного Березовского района.
В 1995 году в здании бывшего детского сада открывается реабилитационный центр для несовершеннолетних детей «Приют Солнышко» (сейчас это Центр социальной помощи семье и детям «Березовский»).
В 2006 году, в Вознесенске открывается предприятие ООО «КрасДорЗнак».
В 2014 году рядом с селом строиться аэродром «Вознесенский».

## Население
| 1926 | 1989  | 2002  | 2010  |
| ---- | ----- | ----- | ----- |
| 337  | ↗1159 | ↗1186 | ↗1236 |

Гендерный состав
По данным Всероссийской переписи населения 2010 года 588 мужчин и 648 женщин из 1236 чел.
Национальный состав
Согласно результатам переписи 2002 года, в национальной структуре населения села русские составляли 93 %.

## Промышленность
В селе находится предприятие «Красдорзнак» специализирующееся на изготовлении дорожных знаков.

## Транспорт
Связь с краевым и районным центром осуществляется пригородными автобусными маршрутами.
- 115 Красноярск (Автовокзал «Восточный») — Берёзовка — Вознесенка
- 115а Красноярск (Автовокзал «Восточный») — Берёзовка — Вознесенка — Лопатино

Через Вознесенку проходит автомагистраль «Сибирь» Р255 (М53) Новосибирск — Красноярск — Иркутск.
Село Вознесенка связано также автодорогой 04 ОП РЗ 04К-155 с деревней Челноково.

## Инфраструктура
В селе функционируют: Вознесенская средняя общеобразовательная школа, фельдшерско-акушерский пункт и сельский дом культуры.Вознесенская сельская библиотека.

## Улицы
Уличная сеть села состоит из 14 улиц.

## Фотогалерея
- Река Батоюшка в районе улицы Ленина
- Почтовое отделение
- Вознесенская школа
- НПС «Вознесенка»
- Проходная предприятия «КРАСДОРЗНАК»
- Заложенные арки церковных окон в бывшем здании Вознесенской церкви
- Аэродром «Вознесенский»
- Вид на село с трассы Р255